# Desmocolline

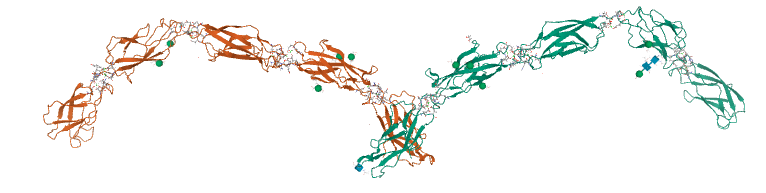
Structure cristalline de l'ectodomaine de la Desmocolline-1 humaine, PDB 5IRY,

La desmocolline (du grec desmos : lien) est, avec la desmogléine, une des cadhérines des desmosomes maculaires, c'est-à-dire qu'elle participe à assurer les liaisons intercellulaires au niveau de ceux-ci. Ces deux cadhérines participent à former la strate médiane, dense en électrons, au niveau du desmosome.

## Structure
Trois isoformes de protéines de desmocolline ont été identifiées :
- Desmocolline-1, codée par le gène DSC1
- Desmocolline-2, codée par le gène DSC2
- Desmocolline-3, codée par le gène DSC3

Chaque gène de la desmocolline code une paire de protéines : une forme « a » plus longue et une forme « b » plus courte. Les formes « a » et « b » diffèrent par la longueur de leur extrémité C-terminale. La paire de protéines est générée par un épissage alternatif.
La desmocolline possède quatre domaines extracellulaires de type cadhérine, un domaine d'ancrage extracellulaire et un domaine d'ancrage intracellulaire. De plus, la forme « a » a un domaine de séquence intracellulaire semblable à la cadhérine, qui fournit des sites de liaison pour d'autres protéines desmosomales telles que la plakoglobine.

## Expression
Les cadhérines desmosomales sont exprimées dans des motifs spécifiques aux tissus. La desmocolline-2 et la desmogléine-2 se trouvent dans tous les tissus contenant des desmosomes tels que les tissus du côlon et du muscle cardiaque, tandis que d'autres cadhérines desmosomales sont limitées aux tissus épithéliaux stratifiés.
Les sept cadhérines desmosomales se trouvent toutes dans l'épiderme, mais de manière spécifique différencées. Les isoformes « 2 » et « 3 » de la desmocolline et de la desmogléine se trouvent dans les couches épidermiques inférieures, et les protéines « 1 » et la desmogléine-4 dans les couches épidermiques supérieures. Différentes isoformes sont situées dans les mêmes cellules individuelles, et des desmosomes uniques contiennent plus d'une isoforme de desmocolline et de desmogléine.
On ne sait pas pourquoi il existe plusieurs isoformes desmosomales de cadhérine. On pense qu'ils peuvent avoir différentes propriétés adhésives qui sont requises à différents niveaux dans l'épithélium stratifié ou qu'ils ont des fonctions spécifiques dans la différenciation épithéliale.

## Troubles et maladies
Les desmosomes sont impliqués dans l'adhésion cellule-cellule et sont particulièrement importants pour l'intégrité du cœur et des tissus cutanés. De ce fait, les mutations du gène de la desmocolline peuvent affecter l'adhésion des cellules soumises à un stress mécanique, notamment les cardiomyocytes et les kératinocytes. Les troubles génétiques associés aux mutations du gène de la desmocolline comprennent le syndrome de Carvajal (en), la kératodermie palmoplantaire striée (en), la maladie de Naxos et la dysplasie ventriculaire droite arythmogène.
Il existe également des preuves que l'auto-immunité contre les cadhérines desmosomales contribue à l'inflammation cardiaque associée à la cardiomyopathie ventriculaire droite arythmogène, et que les anticorps anti-cadhérines desmosomales peuvent représenter de nouvelles cibles thérapeutiques.